# Да Силва Коста, Виктор Уго
Ви́ктор У́го да Си́лва Ко́ста (порт.-браз. Victor Hugo da Silva Costa; 11 ноября 2004, Сан-Карлус), более известный как Вити́ньо (порт.-браз. Vitinho) — бразильский футболист, полузащитник клуба «Атлетико Минейро».

## Биография
Воспитанник «Атлетико Минейро» с 2019 по 2023 год выступал за юношеские и молодёжные команды клуба.
17 июля 2023 года отправился в аренду в «Днепр-1» в футболке днепровского клуба дебютировал 24 сентября 2023 года в победном (1:0) выездном поединке 8-го тура Премьер-лиги Украины против луганской «Зари». На поле на 67-й минуте вместо Александра Пихалёнка. В первой половине сезона 2023/24 сыграл 8 матчей в Премьер-лиге. В январе 2024 года отказался возвращаться в Украину из-за массированной атаки российских дронов на Днепр. Руководство клуба отнеслось с пониманием к желанию игрока и позволило ему досрочно завершить арендное соглашение. В начале марта 2024 года вернулся в «Атлетико Минейро».